# Криста (компьютер)
Криста — 8-разрядный советский домашний персональный компьютер на базе процессора КР580ВМ80А (клон Intel 8080), совместимый с домашним компьютером Микроша и частично - с  Радио-86РК. Разработан и выпускался на Муромском заводе радиоизмерительных приборов c 1986 года.
Цена компьютера в 1989 году — 510 руб, в 1990 году — 750 руб.

## Технические характеристики
- Разрядность процессора 8 бит (Микропроцессор: КР580ВМ80А)
- Ёмкость оперативного запоминающего устройства 32Кбайт
- ПЗУ Монитора (BIOS) — 2 кбайт
- Режим отображения: монохромный, 25 строк на экране по 64 символа в строке, знакогенератор содержит символы псевдографики, что позволяет имитировать графический режим 128 × 50 точек
- Языки программирования: Бейсик, Ассемблер
- Компьютер питается от сети переменного тока напряжением 220 В частотой 50 Гц. Мощность, потребляемая от сети, не более 20 Вт. Колебания напряжения сети не должны превышать от номинального значения от +10 до −15 %
- Блок питания: Напряжения +5В 1,2А, +12В 60мА (на контакт 28 процессора и для генератора тактовых импульсов), −5В 1мА (на контакт 11 процессора и для усилителя магнитофона)
- Компьютер предназначен для работы при следующих климатических условиях: Температура окружающего воздуха от +5 до +40 град. C; Атмосферное давление от 630 до 800 мм ртутного столба (84-104 кПа); Относительная влажность окружающего воздуха от 40 до 80 % при 25 град. C;
- Масса компьютера без упаковки не более 2,6 кг
- Масса блока питания не более 1,5 кг
- Масса блока высокочастотного 0,12 кг
- Габаритные размеры компьютера без упаковки 430×240×75 мм
- Габаритные размеры блока питания без упаковки 230×110×85 мм
- Габаритные размеры блока высокочастотного 110×44×33 мм
- Средняя наработка на отказ 10000 ч
- Гарантийный срок эксплуатации 12 мес
- Устройство вывода: бытовой телевизор через видеовход либо в антенный вход через отдельный блок модулятора
- Клавиатура: 68 клавиш (матрица из 8×8 клавиш, и «Сброс» (Reset), «Рег» (Shift), «УС» (Ctrl), «Рус Лат»), клавиша «F1» не используется, не соедин.
- Внешняя память: бытовой кассетный магнитофон
- Порты: «Параллельный интерфейс», «Магнитофон», «Внутренний интерфейс», «Световое перо»[3]

## Программное обеспечение

### Кассета
В поставку компьютера были включён кассета MK 60-7 лентой типа МЭК-2 «CrO2 chromdioxid IEC II» с программами:

| 1 сторона - 1. Графический редактор. (A, 7000) - 2. Интерпретатор языка Бейсик. (A, 0) - 3. Тест компьютера. (Б, Т) - 4. Игра «Морской бой». (Б, M) - 5. Игра «Орегонская тропа». (Б, O) - 6. Игра «Королевство Эйфория». (Б, K) - 7. Игра «Крестики-Нолики». (A, 100) - 8. Игра «Цирк». (A, 100) - 9. Игра «Рикошет». (A, 100) - 10. Игра «Удав». (A, 6F00) | 2 сторона - 1. Редактор текста. (A, 100) - 2. Транслятор с Ассемблера. (A, 0) - 3. Музыкальный салон. (A, 6000) - 4. Игра «Быстрый счет». (A, O) + RUN - 5. Язык Бейсик. Урок 1. (Б, U) - 6. Язык Бейсик. Урок 2. (Б, U) - 7. Язык Бейсик. Урок 3. (Б, U) - 8. Язык Бейсик. Урок 4. (Б, U) - 9. Язык Бейсик. Урок 5. (Б, U) - 10. Язык Бейсик. Урок 6. (Б, U) - 11. Язык Бейсик. Урок 7. (Б, U) - 12. Язык Бейсик. Урок 8. (Б, U) - 13. Англо-Русский словарь. (Б, S) |

### Системные подпрограммы монитора
В состав «Монитора» (BIOS) входит ряд системных (встроенных) подпрограмм, которые могут быть использованы программистами в своих программах.
- 1. Подпрограмма ввода символа с клавиатуры. Адрес вызова F803h.
После возврата из подпрограммы код введённого символа находится в регистре «А» микропроцессора.

- 2. Подпрограмма ввода байта с магнитофона. Адрес вызова F806h.
После возврата из подпрограммы введённый байт находится в регистре «А» микропроцессора.

- 3. Подпрограмма вывода символа на экран дисплея. Адрес вызова F809h.
Перед вызовом этой подпрограммы необходимо поместить код выводимого символа в регистр «C» микропроцессора.

- 4. Подпрограмма записи байта на магнитофон. Адрес вызова F80Ch.
Перед вызовом этой подпрограммы необходимо поместить выводимый байт в регистр «C» микропроцессора.

- 5. Подпрограмма проверки состояния клавиатуры. Адрес вызова F812h.
После возврата из данной подпрограммы в регистре «А» микропроцессора будет содержаться 00h — если клавиша не нажата, или FFh — если клавиша нажата.

- 6. Подпрограмма вывода на экран содержимого регистра «А» микропроцессора в шестнадцатеричном виде. Адрес вызова F815h.
Содержимое регистра «А» микропроцессора выводится на экран дисплея в виде двух шестнадцатеричных цифр.

- 7. Подпрограмма вывода сообщения на экран дисплея. Адрес вызова F818h.
Данная подпрограмма позволяет выводит на экран дисплея любые тексты, хранящиеся в памяти в виде последовательности кодов символов. Признаком конца текста служит код 00h, встретившийся в последовательности кодов символов..
Перед вызовом подпрограммы в регистровую пару HL записывают начальный адрес последовательности кодов символов.

### Коды ключевых слов языка Бейсик (Бейсик байткоды)
Вместо того, чтобы хранить в памяти коды всех символов исходного текста программы, можно закодировать каждое ключевое слово всего одним байтом. Это вполне возможно, так как из 256 возможных двоичных кодов, которые можно записать в одну ячейку памяти, для кодирование алфабитно-цифровых символов используется только 128.
| Шест. | Дес. | Слово                 |
| ----- | ---- | --------------------- |
| 80    | 128  | CLS                   |
| 81    | 129  | FOR                   |
| 82    | 130  | NEXT                  |
| 83    | 131  | DATA                  |
| 84    | 132  | INPUT                 |
| 85    | 133  | DIM                   |
| 86    | 134  | READ                  |
| 87    | 135  | CUR                   |
| 88    | 136  | GOTO                  |
| 89    | 137  | RUN                   |
| 8A    | 138  | IF                    |
| 8B    | 139  | RESTORE               |
| 8C    | 140  | GOSUB                 |
| 8D    | 141  | RETURN                |
| 8E    | 142  | REM                   |
| 8F    | 143  | STOP                  |
| 90    | 144  | OUT (Не используется) |
| 91    | 145  | ON                    |
| 92    | 146  | PLOT                  |
| 93    | 147  | LINE                  |
| 94    | 148  | POKE                  |
| 95    | 149  | PRINT                 |
| 96    | 150  | DEF                   |

| Шест. | Дес. | Слово |
| ----- | ---- | ----- |
| 97    | 151  | CONT  |
| 98    | 152  | LIST  |
| 99    | 153  | CLEAR |
| 9A    | 154  | MLOAD |
| 9B    | 155  | MSAVE |
| 9C    | 156  | NEW   |
| 9D    | 157  | TAB ( |
| 9E    | 158  | TO    |
| 9F    | 159  | SPC ( |
| A0    | 160  | FN    |
| A1    | 161  | THEN  |
| A2    | 162  | NOT   |
| A3    | 163  | STEP  |
| A4    | 164  | +     |
| A5    | 165  | -     |
| A6    | 166  | *     |
| A7    | 167  | /     |
| A8    | 168  | ^     |
| A9    | 169  | AND   |
| AA    | 170  | OR    |
| AB    | 171  | >     |
| AC    | 172  | =     |
| AD    | 173  | <     |

| Шест. | Дес. | Слово                 |
| ----- | ---- | --------------------- |
| AE    | 174  | SGN                   |
| AF    | 175  | INT                   |
| B0    | 176  | ABS                   |
| B1    | 177  | USR                   |
| B2    | 178  | FRE                   |
| B3    | 179  | INP (Не используется) |
| B4    | 180  | POS                   |
| B5    | 181  | SQR                   |
| B6    | 182  | RND                   |
| B7    | 183  | LOG                   |
| B8    | 184  | EXP                   |
| B9    | 185  | COS                   |
| BA    | 186  | SIN                   |
| BB    | 187  | TAN                   |
| BC    | 188  | ATN                   |
| BD    | 189  | PEEK                  |
| BE    | 190  | LEN                   |
| BF    | 191  | STR$                  |
| C0    | 192  | VAL                   |
| C1    | 193  | ASC                   |
| C2    | 194  | CHR$                  |
| C3    | 195  | LEFT$                 |
| C4    | 196  | RIGHT$                |
| C5    | 197  | MID$                  |

## Отличия от Радио-86РК
Несмотря на заявленную программную совместимость с Радио-86РК, ПК Криста имеет ряд аппаратных и программных отличий, из-за которых прямое использование ПО от Радио-86РК становится не всегда возможным, требуется адаптация:
- Внутренние устройства имеют другие адреса.
- Знакогенератор имеет вдвое больший размер, добавлен кириллический шрифт с прописными и строчными буквами (одновременное использование символов из двух наборов невозможно).
- Добавлен таймер КР580ВИ53 для генерации звука и других целей.
- Скорость и формат ввода-вывода на магнитную ленту отличается.
- Программа встроенного Монитора изменена с учётом вышеперечисленных отличий. Также в ней отсутствуют некоторые функции ввода-вывода, имевшиеся в РК.

### Распределение памяти
| Адрес         | Устройства                                         |
| ------------- | -------------------------------------------------- |
| F800h — FFFFh | ПЗУ Монитора / Прямой доступ (DMA) к видеопамяти   |
| Е000h — F7FFh | Не используется                                    |
| D800h — DFFFh | Регистры таймера ВИ53                              |
| D000h — D7FFh | Регистры видеоконтроллера ВГ75                     |
| C800h — CFFFh | Регистры контроллера параллельного интерфейса ВВ55 |
| C000h — C7FFh | Регистры контроллера клавиатуры                    |
| 8000h — BFFFh | область адресов кассеты ПЗУ                        |
| 76D0h — 7FFFh | Экранная область ОЗУ (Видеопамять)                 |
| 7600h — 76CFh | Рабочие ячейки монитора                            |
| до 75FFh      | ОЗУ                                                |
|               | область стека                                      |
|               | область рабочих ячеек Бейсика                      |
|               | Программы на Бейсике                               |
| от 0000h      | Интерпретатор языка Бейсик                         |

## Интересные факты
- «Криста» — единственная из советских бытовых машин, изначально укомплектованная световым пером;
- При этом она занимала второе место по дешевизне среди фабричных клонов «Радио-86РК» после «Электроники КР-02».